# Miquel Llor i Forcada
Miquel Llor i Forcada (Barcelona, 3 de maig de 1894- 2 de maig de 1966) fou un narrador i novel·lista que va participar activament de la vida literària. Va assistir a tertúlies i va escriure a la premsa, principalment a Mirador. Va ser traductor de l'italià i francès (d'Alberto Moravia i André Gide, entre d'altres), contista i novel·lista català de l'època anterior a la Guerra Civil. En la seva prosa destaca la influència de les noves experimentacions europees com Proust, Freud, Dostoievski i Joyce. La seva obra més important és Laura a la ciutat dels sants, ambientada a Vic.

## Biografia
Miquel Llor va ser el fill mitjà, de tres germans, d'una família menestral de Barcelona. El seu pare, Francesc Llor havia nascut a Barcelona, però de família de l'Espluga de Francolí, i la seva mare, Amparo Forcada, de Vic. Llor es va quedar orfe de mare ben aviat. A partir dels 10 anys Miquel i Joan Llor, el seu germà, desenvoluparen una escoliosi, malaltia que els va deformar la columna. Aquest fet podria haver accelerat i propiciat el seu caràcter retret.
Va deixar l'escola després dels estudis primaris. No va fer el servei militar a causa de la seva malaltia. Dels 20 als 22 anys va treballar com a aprenent o oficinista a la Maquinista Terrestre i Marítima i, finalment, es va incorporar com a delineant a l'empresa de patents industrial del seu germà gran, Joan.
Sempre va estar molt unit a la seva germana Esperança amb qui compartia l'interès per les arts. Va viatjar molt per Europa i va estudiar llengües pel seu compte.
El 1923, als 30 anys, la seva sensibilitat artística es va decantar per la literatura potser a causa de la seva assistència a cursos de literatura catalana, per perfeccionar la llengua, organitzats per la Mancomunitat de Catalunya. Aquest mateix any es va inscriure a la Secció de Literatura de l'Ateneu Barcelonès i hi va participar i va arribar a exercir-hi algun càrrec. El 1928 va començar a treballar a la secció de cultura de l'Ajuntament de Barcelona. El mateix any 1934 es va fer membre del Pen Club, una associació internacional d'escriptors, i va participar en el jurat de diversos premis.
En aquest període anterior a la Guerra Civil espanyola va produir les seves millors obres. La seva primera novel·la va ser Història gris (1925). El 1928 va publicar Tàntal i el 1930, publicada el 1931, va escriure Laura a la ciutat dels sants, la seva millor novel·la.
Durant la guerra civil va continuar la seva tasca de traductor i la postguerra va ser depurat del seu càrrec a l'ajuntament i es va dedicar a fer d'antiquari a la galeria L'aura, activitat a la qual es va dedicar més plenament quan es va jubilar de la seva feina a l'Ajuntament de Barcelona el 1960.
D'aquesta etapa de postguerra destaca El somriure dels sants (1947), que pretenia ser una segona part de Laura a la ciutat del Sants, i Un camí de Damasc (1958). Miquel Llor va morir el 1966 després de dos anys malalt d'arterioesclerosi.

## Estil literari
L'obra de Llor mostra influències de James Joyce, Marcel Proust, Gide, Svevo, Moràvia, Dostoievski, i sobretot, de Sigmund Freud. Precisament, la segona novel·la, Tàntal, va ser titllada d'immoral, per la crítica, pel seu freudisme, que va xocar amb el puritanisme dominant.
La seva obra parteix de la reflexió sobre la realitat però el contacte amb les noves experimentacions europees el porten a analitzar els personatges des de la psicoanàlisi (Tàntal) i a donar una imatge aguda i crítica de la realitat. En les seves novel·les i contes es posa de manifest la percepció negativa que té Llor de la realitat, del comportament humà i de les relacions amoroses.

## Obres

### Novel·la
- Història grisa, 1925
- Tàntal, 1928
- Laura a la ciutat dels sants, 1931
- L'endemà del dolor, 1937
- El somriure dels sants, 1947
- Jocs d'infants, 1950
- Un camí de Damasc, 1959

### Contes
- L'Endemà del dolor, 1930. Recull de contes
- L'oreig al desert, 1934. Recull de contes
- L'esguard al mirall, 1934
- Cinc contes, 1935
- Tots els contes: 1925-1950, 1952
- Viatge a qui sap on i altres narracions, 1977

### Assaig teatral
- El premi a la virtut o un idil·li a la plaça de Sant Just, 1935

### Poesia
- L'ofrena, presentat als Jocs Florals de Barcelona de 1927

### Entrevistes
- Gols, Joan: En Miquel Llor ens parla de la seva novel·la Tàntal. Barcelona: La Nau,18 de maig de 1928.
- Una estona de conversa amb Miquel Llor: article publicat a la revista "Clarisme" el 9 de desembre de 1933.

### Escrits a la revista Mirador
- Conte inèdit de Miquel Llor: La Felicitat publicat a la Revista Mirador 1929 – 1937. Any 3, núm. 105 (5 febr. 1931), p. 4.
- Futur Museu de Vic: Mn. Eduard Junyent / per M. Llor publicat a la revista Mirador 1929 – 1937. Any 3, núm. 124 (18 juny 1931), p. 7.

### Altres
- La venganza del Sr. Lobo Barcelona, 1939 (Lucero)
- Tres nocturns Barcelona, 1943 (Impr. Altés)

## Traduccions
Miquel Llor va traduir diverses obres, entre les quals destaquen:
- Giovanni Verga. Els mala-ànima. Barcelona: Edicions Proa, 1930 (Biblioteca A tot vent, 25)
- André Gide. Les caves del Vaticà. Barcelona: Proa, 1930 (Biblioteca A tot vent)
- Alberto Moravia. Els indiferents. Barcelona: Proa, 1932 (Biblioteca A tot vent)
- Martin Maurice. Amor, inconeguda terra. Barcelona: Proa, 1936 (Biblioteca A tot vent, 88)

## Premis
- 1930 - Premi extraordinari de l'Ajuntament de Girona per L'endemà del dolor[6]
- 1930 - Premi Joan Crexells de narrativa per Laura a la ciutat dels sants[7]
- 1958 - Premi Joanot Martorell (anomenat des de 1959 Premi Sant Jordi de novel·la) per Un camí de Damasc[8]

## Adaptacions de l'obra de Miquel Llor
- Novel·la:

Teixidor, Emili: Laura Sants. Barcelona: Columna Edicions SA, 2005. La novel·la és una relectura de la història del personatge de Laura a la ciutat dels sants de Miquel Llor.
- Teatre:

Laura a la ciutat dels Sants [adaptació teatral], dins Estudios Escénicos, núm. 20, novembre 1974. Barcelona: Diputació Provincial, 1974, p. 87-139.
- Cinema:

Laura del cielo viene la noche (adaptació de Laura a la ciutat dels sants). Direcció: Gonzalo Herralde. Producció: IPC i Lauren, 1986.

## Patrimoni literari
- Ruta literària a Vic: es segueixen els principals escenaris de la ciutat on esdevenen els fets de la novel·la Laura a la ciutat dels sants.
- Vic va homenatjar Miquel Llor i la seva obra donant nom a dos dels seus carrers: Carrer de Miquel Llor i Carrer de la Laura.
- Gurb: Mas Mont-ral a Laura a la ciutat dels sants (p.155- 156, 158). Es submergí en la quietud enorme de la soledat al camp. El cementiri de Gurb: Laura a la ciutat dels sants (p. 220). Estonest erribles, desvaris innominables, desig de la mort.
- Santa Eulàlia de Riuprimer: Campanes de Santa Eulàlia.  Arxivat 2015-09-24 a Wayback Machine.
- Santuari de la salut a la Vall d'Hostoles, comarca de la Garrotxa: Caps de setmana a la Salut. Tothom, a entrada de fosc, canta els goigs a la Verge i havent sopat juguen a endevinalles.“L'heretge al santuari”.
- Santuari del Far i els fondals de les Guilleries: (...) jeure als prats de tot arreu; entreveure el Pedraforca a contrallum; admirar la proa del Far projectant-se als fondals de les Guilleries.."L'heretge al Santuari". [Enllaç no actiu]
- La Vall de Torelló: Miquel Llor va escriure el pròleg del llibre La Vall de Torelló de Lluís Thomasa de Subirà.
- Cantonigrós: Miquel Llor va ser membre del jurat dels premis de poesia de Cantonigrós.
- Barcelona: Miquel Llor es complau en l'evocació dels llocs més típicament barcelonins, donant un gust molt líric i ciutadà a les seves novel·les i contes. A Joc d'infants els veïns d'una casa de pisos de l'Eixample, amb totes les seves diferències, esdevenen un autèntic microcosmos d'aquella societat barcelonina.
- Tossa de Mar: Al final de la seva vida Miquel Llor es dedica al comerç d'antiguitats, feina que ja havia començat abans de la guerra, obrint una galeria a Tossa de Mar anomenada L'aura.
- Fons personal a la Biblioteca de Catalunya.